# Prybereschne
Prybereschne (ukrainisch Прибережне; russisch Прибрежное Pribreschnoje) ist eine Siedlung städtischen Typs im Osten der ukrainischen Oblast Donezk mit etwa 150 Einwohnern. Der Ort liegt 44 Kilometer südöstlich der Rajonshauptstadt Bachmut und 48 Kilometer nordöstlich der Oblasthauptstadt Donezk am Fluss Bulawyna (Булавина). Der Name leitet sich von der Lage am Ufer des Stausees Wolynzewe ab.

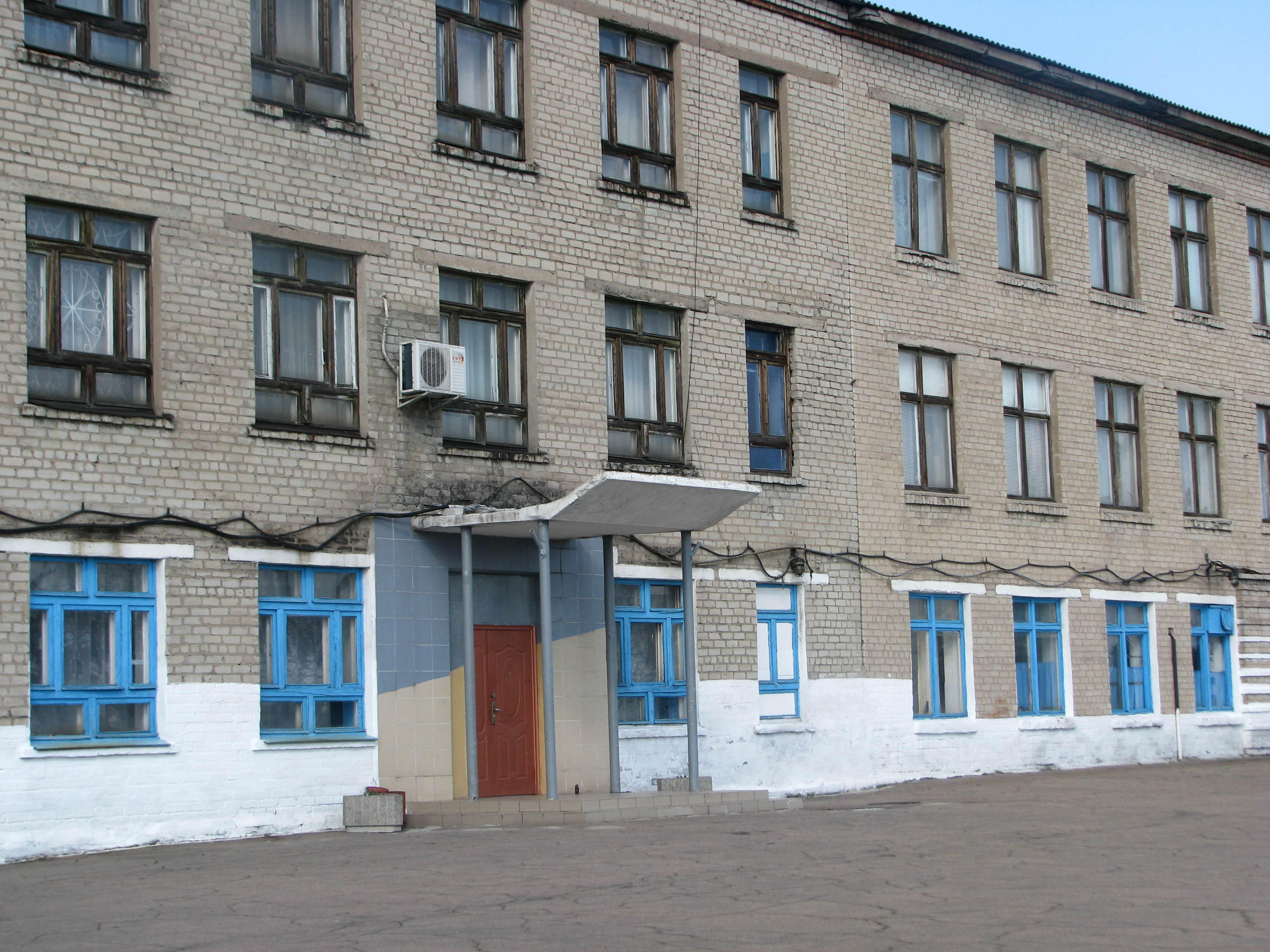
Schulgebäude im Ort

Prybereschne wurde 1964 gegründet, während des Krieges in der Ukraine wurde es im Sommer 2014 kurzzeitig durch Separatisten besetzt, seit Februar 2015 steht der Ort nach dem Ende des Kampfes um Debalzewe unter Kontrolle von prorussischen Separatisten der Volksrepublik Donezk.
Bis zum 11. Dezember 2014 gehörte die Siedlung verwaltungstechnisch zur Stadt Jenakijewe und wurde dann dem heutigen Rajon Bachmut angeschlossen.
Sie bildet zusammen mit den Siedlungen städtischen Typs Oleksandriwske, Oleniwka und Bulawynske die Siedlungsratsgemeinde Bulawynske.